# Maculauger campbelli
Maculauger campbelli é uma espécie de gastrópode do gênero Maculauger, pertencente a família Terebridae.